# الحسن كامارا
الحسن كامارا (13 يناير 1993 بفريتاون في سيراليون - ) هو لاعب كرة قدم سيراليوني وسويدي في مركز الهجوم. شارك مع منتخب سيراليون لكرة القدم. أما مع النوادي، فقد لعب مع أيك سولنا ونادي أوربرو ونادي كالون وBodens BK ‏.

## وصلات خارجية
- الحسن كامارا على موقع الاتحاد الأوربي (الإنجليزية)
- الحسن كامارا على موقع اتحاد السويد (السويدية)
- الحسن كامارا على موقع قاعدة بيانات كرة القدم.إي يو (الإنجليزية)
- الحسن كامارا على موقع ناشيونال فوتبول تيمز (الإنجليزية)
- الحسن كامارا على موقع Soccerway.com (الإنجليزية)